# Taufbecken (Saint-Germain-de-Vibrac)

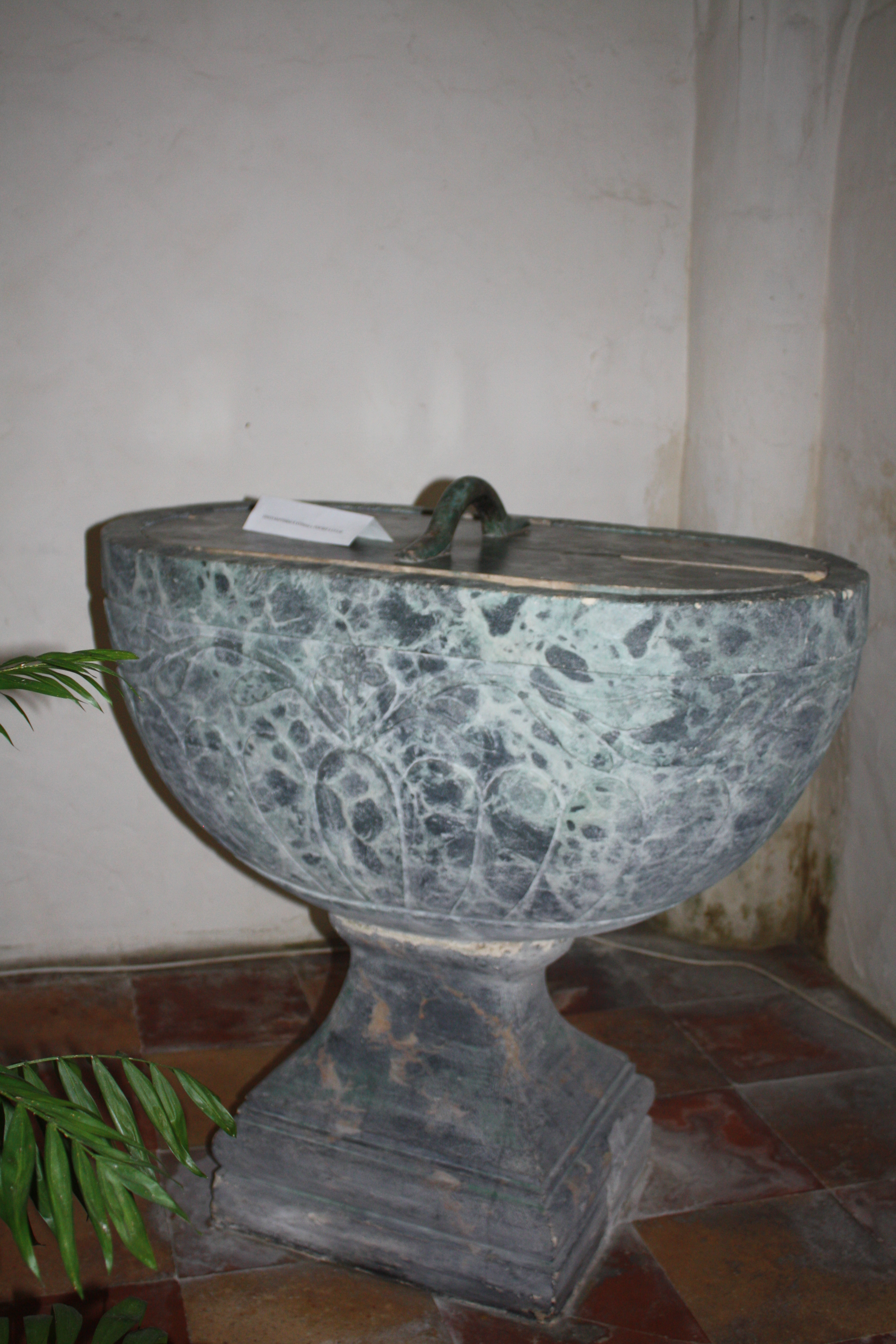
Taufbecken in Saint-Germain-de-Vibrac

Das Taufbecken in der Kirche St-Germain in Saint-Germain-de-Vibrac, einer französischen Gemeinde im Département Charente-Maritime der Region Nouvelle-Aquitaine, wurde im 18. Jahrhundert geschaffen. Das Taufbecken aus Stein wurde 1976 als Monument historique in die Liste der geschützten Objekte (Base Palissy) in Frankreich aufgenommen.
Das Taufbecken besitzt einen gestuften Sockel und ein Becken, das mit einem einfachen Band verziert ist.